# ویونو دورون
شهر ویونو دورون (به فرانسوی: ویونو دورون) در شهرستان ژیروند در ناحیه ناحیه آکیتن با جمعیت ۲۹٬۹۵۸ در کشور فرانسه واقع شده‌است.